# Лудвиг I фон Ербах
Лудвиг I фон Ербах (на немски: Ludwig I von Erbach; * 3 септември 1579, Ербах; † 12 април 1643, Ербах) е от 1606 г. граф на Ербах-Ербах и Фрайенщайн, от 1623 г. на Михелщат и Кьониг, от 1627 г. и на Вилденщайн.

## Произход и наследство
Той е син на граф Георг III фон Ербах (1548 – 1605) и втората съпруга графиня Анна фон Золмс-Лаубах (1557 – 1586), дъщеря на граф Фридрих Магнус фон Золмс-Лаубах и графиня Агнес фон Вид.
След смъртта на баща му територията е поделена между синовете му. Лудвиг I наследява през 1606 г. части от Ербах и Фрайенщайн. Брат му Фридрих Магнус (1575 – 1618) наследява Фюрстенау и Райхенберг, брат му Йохан Казимир (1584 – 1627), наследява Ербах, Бройберг и Вилденщайн. Полубрат му Георг Албрехт I наследява Шьонберг и Зеехайм.
Лудвиг умира на 12 април 1643 г. в Ербах и е погребан в Михелщат. Територията му получава полубрат му Георг Албрехт.

## Фамилия
Лудвиг I се жени два пъти.
Първи брак: на 2 март 1606 г. в Ербах с доведената си сестра графиня Юлиана фон Валдек (* 11 април 1587; † 15/28 февруари 1622), дъщеря на граф Йосиас фон Валдек-Айзенберг и Мария фон Барби-Мюлинген, която от 1592 г. е четвъртата съпруга на баща му. Те имат децата:
- Георг Фридрих (1607 – 1693), шведски полковник
- Готфрид (1611 – 1635)
- Анна Юлиана (1614 – 1637), омъжена 1634 г. за вилд-и рейнграф Йохан Филип фон Кирбург-Мьорхинген († 1638)
- Фридрих Магнус (1616 – 1625)

Втори брак: на 29 май 1624 г. с графиня Йоханета фон Сайн-Витгенщайн (* 25 юли 1604; † 13 юни 1666), дъщеря на граф Вилхелм II фон Сайн-Витгенщайн-Хахенбург и графиня Анна Елизабет фон Сайн. Бракът е бездетен.